# テキサスA&Mユニバーシティ郡山校
テキサスA&Mユニバーシティ郡山校（テキサスエーエンドエムユニバーシティこおりやまこう）は、かつて福島県郡山市に存在した専修学校。

## 沿革
1980年代、郡山市は地域振興のため東海大学の誘致を目指していたが、失敗に終わる。そこで1990年頃に海外の大学の日本校がブームになると、当時の市長青木久はアメリカのテキサス州にあるテキサスA&M大学の日本校誘致に方針を転換する。
1990年（平成2年）5月19日、学校法人郡山国際学園の運営により郡山市本町に仮校舎で開校した。
郡山駅に近く、立地には比較的恵まれていたものの、プレハブの校舎とそれに囲まれる形で中庭に位置するバスケットボールコート1面以外には何もない、極めて小規模なキャンパスであり、当初の予定では、いずれは本校舎を建設してそちらに移る予定だった。
しかし、1990年度の入学者は、170 - 200人の定数に対して69人、1991年度の入学生は、定員 300人に対して82人と入学者が予想を大きく下回ったため、開校直後から税金の無駄遣いではないかと、市を二分する大問題になり、やがては駅西口再開発と並ぶ市長選挙の争点の一つになった。
1993年（平成5年）の市長選挙で、誘致に積極的だった現職の青木久に代わって藤森英二が当選すると、翌1994年（平成6年）に閉校になった。

## 閉校後
校舎跡は市の施設として使用された後、取り壊されてタクシーの待合所を経て現在は福島県看護会館みらいが建つ。
2003年（平成15年）、東北文化学園大学薬学部の誘致が決定し、テキサスA&Mユニバーシティ跡地が利用されることが決定する。しかし、翌年に大学側の不祥事により、誘致を断念することとなる。